# Onthophagus neofurcatus
Onthophagus neofurcatus är en skalbaggsart som beskrevs av Goidanich 1926. Onthophagus neofurcatus ingår i släktet Onthophagus och familjen bladhorningar. Inga underarter finns listade i Catalogue of Life.